# Desa Gunungkarung (administrativ by i Indonesien, lat -6,68, long 107,30)
Desa Gunungkarung är en administrativ by i Indonesien.   Den ligger i provinsen Jawa Barat, i den västra delen av landet, 70 km sydost om huvudstaden Jakarta.